# Naves Crucero Wraith
Las Naves Crucero Wraith son las naves de batalla estándar en el universo de ficción de la serie para televisión Stargate Atlantis Son las más utilizadas por los Wraith en pequeñas batallas y se desconoce su número aproximado.

## General
De naturaleza orgánica, estas naves forman parte de las Naves Colmena, y se desacoplan de ellas cuando les toca entrar en combate, aunque pueden actuar de manera independiente.
Pueden también albergar pequeñas naves en su interior, como los cazas dardos o las naves de transporte. Su tamaño es seguramente similar al de una nave clase Dédalo.

## Sistemas ofensivos y defensivos
Los cruceros wraith tienen un sistema de armamento similar al de las naves colmena pero de menor potencia por su menor tamaño. Poseen armas estacionadas por la superficie de su nave, capaces de lanzar proyectiles de energía azul a mucha distancia y con un gran poder destructivo.
Al igual también que las naves colmena, no tienen escudos pero posiblemente sean capaces de interceptar los rayos de transporte asgard, además poseen la capacidad de autorepararse al ser orgánicas. Sin embargo un solo dron es capaz de dañar bastante a uno de estos cruceros.

## Propulsión
Sus motores e hipermotores son como la mayoría de sus características, iguales a los de las naves colmena, haciéndolos capaces de grandes velocidades subluz y gracias a su tamaño menor, son más maniobrables que estas, además gracias a sus hipermotores, pueden realizar viajes interestelares a bastante velocidad, teniendo que hacer paradas periódicas para que su sistema orgánico se recupere de la radicación hiperespacial.
- Datos: Q3003193